# Eléni Mávrou
Eléni Mávrou, née le 2 février 1961 à Kyrenia est une femme politique chypriote. Elle est maire de Nicosie, capital de la Chypre du 1er janvier 2007 au 31 décembre 2011. Le 1er avril 2012, elle est nommée ministre de l'Intérieur dans le Gouvernement Khristófias.

## Distinctions

### Décoration
- Chevalier de la Légion d'honneur
- Grand-croix d'argent de l'ordre du Mérite autrichien

### Nominations
- World Mayor Award (2018)